# Tomentella gigaspora
Tomentella gigaspora är en svampart som beskrevs av Hjortstam & Ryvarden 1995. Tomentella gigaspora ingår i släktet Tomentella och familjen Thelephoraceae.   Inga underarter finns listade i Catalogue of Life.